# 長周新聞
長周新聞（ちょうしゅうしんぶん）は、長周新聞社が刊行する新聞（地方紙）である。週3回隔日刊行。長周新聞社は法人としての登記はされていない。

## 概略
日本共産党が所感派と国際派の内部分裂状態にあった1955年に、当時党本部から除名状態にあった福田正義が、地元下関に「独立、民主、平和、繁栄、民族文化の発展」の編集綱領をかかげて創刊する。当時から自社印刷工場を抱えていたとされている。同社の印刷工場では、日本共産党山口県委員会の出版物が多く印刷された。このため、福田が分裂したころは、山口県委員会の印刷工場が使えなくなってしまったことから印刷活動に多くの支障を与えたため、同委員会が出版物を印刷する際に、山口県外の印刷工場が使われたことがあった。
京都大学近隣に「関西総局」を設置している。
その後、福田が1966年に日本共産党から分裂し後に日本共産党（左派）となったグループの議長となったことから、長周新聞が日本共産党左派の事実上の準機関紙であるという見方がある。福田は2001年に亡くなっているが、その死後も福田が長周新聞の編集主幹となっており、今なお福田を顕彰する記事が掲載されることがある。
関連団体として、長周新聞人民保育所（前身：ひまわり人民保育所）を設置していた。

## 編集綱領
1955年4月に発表された編集綱領は以下のとおり。

山口県民の新聞として、政党、政派や宗教的心情、職業などにかかわりなく、真実の報道と正しい世論の組織につとめ、平和と独立と民主主義を守る。また、労働者、農漁民、市民の生活を擁護し、郷土文化の擁護と発展のためにつとめる。

## 記事の傾向
長周新聞は先述の通り「日本共産党左派」の準機関紙に近い状態であるため、他の地方紙とは一線を画しているといえる。「独立・民主・平和・繁栄をモットーとするリベラル系オピニオン紙」を標榜しており、現在の編集要領では「勤労人民の新聞として政党、政派や思想信条、職業にかかわりなく、正しい世論を代表し、日本社会の進歩発展のため、真実の報道につとめる」とある。公式サイトに「いかなる権威にも屈することのない人民の言論機関」「幾千万大衆と共に」と標榜している。
主な論調は以下の通りである。
- 地元の下関市政を評価する記事は皆無に近い。特に元下関市長の江島潔については批判一辺倒で、その後の元市長の中尾友昭についても、江島の後継候補を破ったことこそ評価したものの、以後は江島時代同様に批判一辺倒である。
- 地元選出の内閣総理大臣安倍晋三に対しては市政批判の材料とすることもある。
- 上関原子力発電所の建設計画には断固反対の姿勢を示し、現地に支局をおく。
- 自民党以外の他の野党に関しても批判的であり、評価することは少ない。特に分裂元である日本共産党へは「日『共』修正主義集団」と呼ぶなど、批判を繰り返している。一方でれいわ新選組については「まったく新しい市民運動政党」として、積極的に支援している。